# 27e bataillon de tirailleurs sénégalais
Pour les articles homonymes, voir 27e bataillon.
Le 27e bataillon de tirailleurs sénégalais (27e BTS) est un bataillon des troupes coloniales françaises pendant la Première Guerre mondiale.

## Création et différentes dénominations
- -: Création du 27e bataillon de tirailleurs sénégalais

## Chefs de corps
- : Commandant Coronat (mortellement blessé)
- 27/08/1918: Capitaine Elis

## Historique des garnisons, combats et batailles du27eBTS

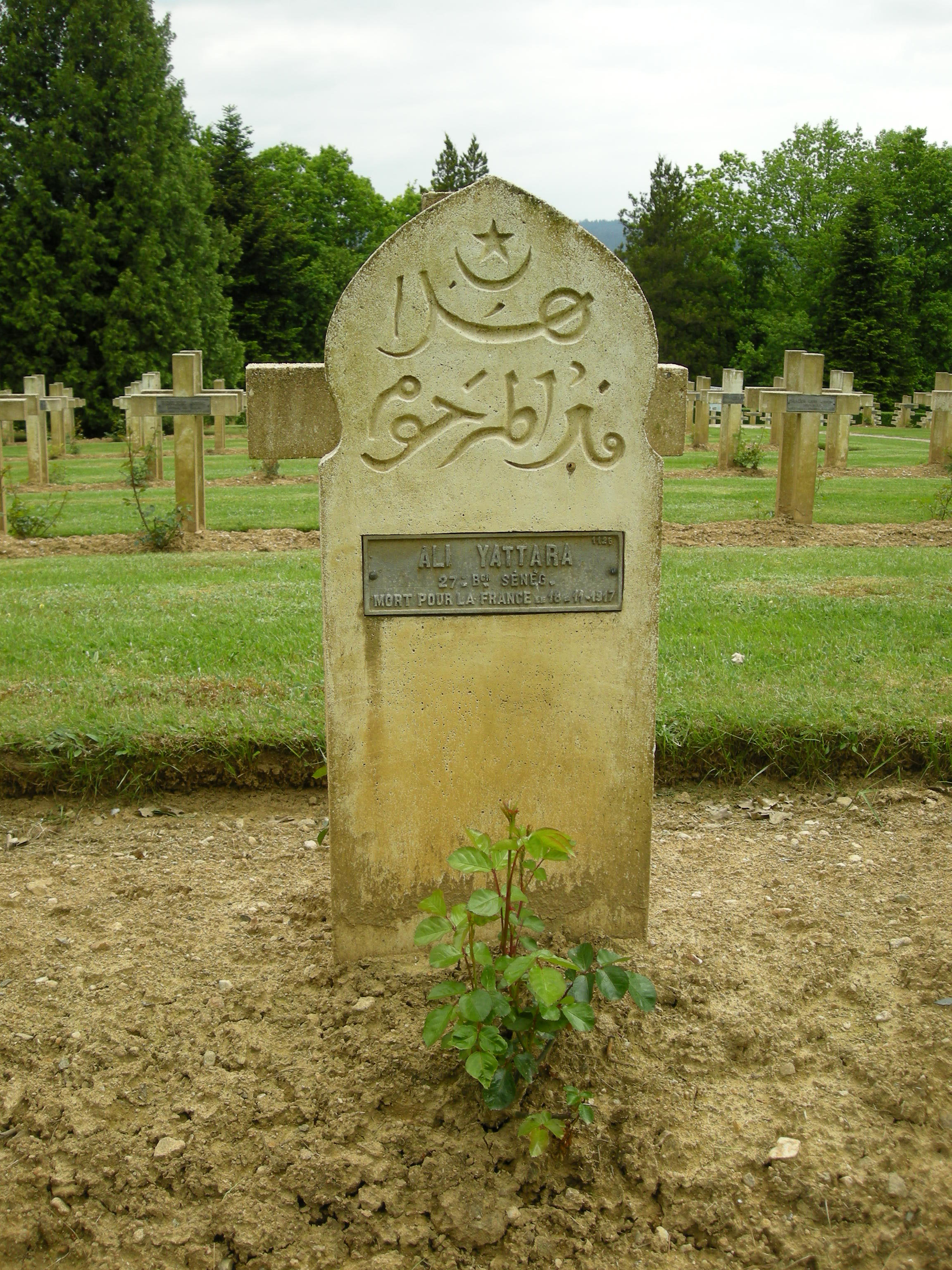
Tombe d'Ali Yattara, soldat de 2e classe au, mort pour la France le 18 novembre 1917, dans la nécropole nationale de Saulcy-sur-Meurthe.

- 07/09/1918 : le bataillon 1 sergent, 1 caporal et 46 tirailleurs du 82e BTS
- 08/09/1918 : le bataillon reçoit 285 hommes en renfort du 102e BTS à la suite de la dissolution de ce dernier
- 24/09/1918 : le bataillon reçoit des renforts du 83e BTS
- 28/02/1919 : le bataillon reçoit 112 hommes en renfort du 105e BTS

## Traditions
Les traditions de ce bataillon sont reprises au moment de la guerre d'Indochine par le 27e bataillon de marche de tirailleurs sénégalais.